# L'Haÿ-les-Roses
L'Haÿ-les-Roses je město v jižní části metropolitní oblasti Paříže ve Francii v departmentu Val-de-Marne a regionu Île-de-France. Od centra Paříže je vzdálené 8,5 km.
Ve městě je proslulá zahrada růží. Zajímavostí je, že L'Haÿ-les-Roses je jedna z mála francouzských obcí, které mají v názvu tremu.

## Vývoj počtu obyvatel
Počet obyvatel

## Partnerská města
- Bad Hersfeld, Německo, 1979
- Omagh, Severní Irsko, Spojené království, 1996